# Calycina venceslai
Calycina venceslai är en svampart som först beskrevs av Josef Velenovský, och fick sitt nu gällande namn av Raitv. 2004. Calycina venceslai ingår i släktet Calycina och familjen Hyaloscyphaceae.   Inga underarter finns listade i Catalogue of Life.